# ترافيس (فلم 2016)
ترافيس (بالإنجليزية: Travis) و يعرف أيضا بـ «الرؤية» (بالإنجليزية: The Sighting) هو فيلم رعب وإثارة أُنتج سنة 2016 في الولايات المتحدة من بطولة أدم بيتمان.

## القصة
تدور قصة الفيلم حول ترافيس ونانت اللذان كانا مسافرين لكندا ولكن في طريقهما تعرضا لهجوم من قبل جماعة من البيغ فوت واختُطف نانت ونجا ترافيس، وحاول انقاذ نانت بمساعدة كريس (أخ نانت) لكنه يُقتل أيضا بعد ذهابهما إلى المنطقة التي هوجما فيها وعندما يخبر ترافيس الشرطة بما حصل لا يصدقونه ويتم اتهامه بقتل الأخوين.

## الميزانية والإيرادات
كلف الفيلم قرابة 300,000 دولار.

## الاستقبال
تلقى الفيلم ردود سيئة فتحصل على 3.8 في IMDb

## وصلات خارجية
- مقالات تستعمل روابط فنية بلا صلة مع ويكي بيانات
- ترافيس على IMDb
- ترافيس على Rotten Tomatos